# 科华生物
上海科华生物工程股份有限公司，简称科华生物（深交所：002022），是中华人民共和国的一家生产医药产品的企业，以体外诊断试剂、医疗检验仪器为主营业务。公司的前身为1981年11月成立的上海科华生化试剂实验所，1998年改制为股份有限公司。

## 历史
1981年11月，上海科华生化试剂实验所成立，为隶属上海新徐汇（集团）有限公司的集体企业。彼时的中国内地体外诊断产业尚停留在市场导入期，全国范围内从事体外诊断试剂生产、研发的单位仅几十家，临床检验所需试剂仅有极少数的部分商品化试剂，绝大多数仍然要靠实验室手工制配，大多以作坊、非主营的生物制品研究所为主。1982年，科华生物创始人之一唐伟国带领研发团队，将国产第一套全包备“二对半”试剂盒推进临床；1989年，科华在中国内地率先研制出酶联免疫法乙肝二对半试剂盒，自此酶免疫试剂盒在中国内地实现了大规模商品化生产。彼时上海各大医院的检验科主任在科华厂房的门口排队，试剂在现场随即被抢购一空。公司当时除生产临床诊断试剂、免疫试剂外，还生产鱼用激素等生化制品及兽药、配套用生化仪器，当时中国大陆淡水养殖业将近二分之一的鱼用促性素系该公司提供。
1991年7月1日，科华所与香港上海实业有限公司、加拿大生物技术投资公司共同投资成立上海实业科华生物技术有限公司。科华所及实业科华又先后成立了科华东菱（与东洋纺织、三菱商事合资）、科华生物药业等公司。
1998年11月23日，科华所全部资产及现金1000万元投入科华生物，公司完成股份制改造。2000年，公司被评为“上海市高新技术企业”。
2004年7月21日，科华生物在深圳证券交易所上市。在招股说明书中，科华生物以四个“最”评价自身，即“国内生产量最大”、“市场占有率最高”、“品种最齐全”、“报批量最大”。上市时，唐伟国是公司并列第一大股东，也是公司董事长，持股比例为12.6139%。
2008年6月10日，科华生物董事会临时会议审议通过《关于本公司吸收合并全资子公司上海科华生物技术有限公司的议案》，同意科华生物吸收合并上海科华生物技术有限公司。2009年6月12日，上海市徐汇区工商行政管理局核准上海科华生物技术有限公司的注销登记。
2014年1月27日，科华生物引入方源资本为战略投资者。
2017年11月，经董事会批准，科华生物使用自有资金3000万元人民币投资参股奥然生物，交易完成后公司持有奥然生物10.01%股权，同时与奥然生物签署《合作协议》，在全自动荧光PCR分子诊断系统GalaxyPro和Galaxy Nano的PCR应用进行合作，合作期限为5年。
2018年5月15日，科华生物召开董事会会议，决定收购西安天隆、苏州天隆各62%的股权。收购后，将进一步丰富公司分子诊断产品线，完善公司分子诊断检测仪器布局，大幅增加分子诊断领域的检测项目，提升公司在分子诊断领域的竞争力和市场占有率，届时科华分子诊断产品线将拥有67项医疗注册产品。科华生物也在公告中表示，在寻找外延并购标的过程中，公司看到天隆公司虽然历年经营业绩持续亏损，但其在分子诊断领域具有一定的技术优势和产品储备，在临床、工业和疾控体系拥有一定的市场地位，因此选择投资。同年8月31日，公司发布公告称，西安天隆与苏州天隆已完成工商变更登记手续，自9月起将西安天隆和苏州天隆纳入合并报表范围。
2020年5月10日，格力地产公告称，全资子公司珠海保联资产管理有限公司以17.26亿元的价格向League Agent (HK) Limited购入科华生物9586.3万股（占科华生物总股本18.63%）。同年11月，科华生物作为样本单位入围张江指数。
2021年5月12日，科华生物接到第一大股东珠海保联通知，其与圣湘生物签署《股份转让协议》，转让其持有的本公司全部股份。预计交易完成后，圣湘生物成为本公司第一大股东。7月13日晚，科华生物发布重大仲裁公告，公司被此前收购的子公司天隆科技股东彭年才等4人申请仲裁，要求其执行105亿的剩余股权投资转让款。受此影响，8月5日，格力地产、圣湘生物、科华生物同时发布公告宣布，格力地产子公司珠海保联终止向圣湘生物转让科华生物股权。
2022年9月27日，科华生物召开董事会会议，拟向彭年才、李明、苗保刚和西安昱景同益企业管理合伙企业（有限合伙）发行股份，购买其持有的天隆公司38%股权。

## 控股子公司

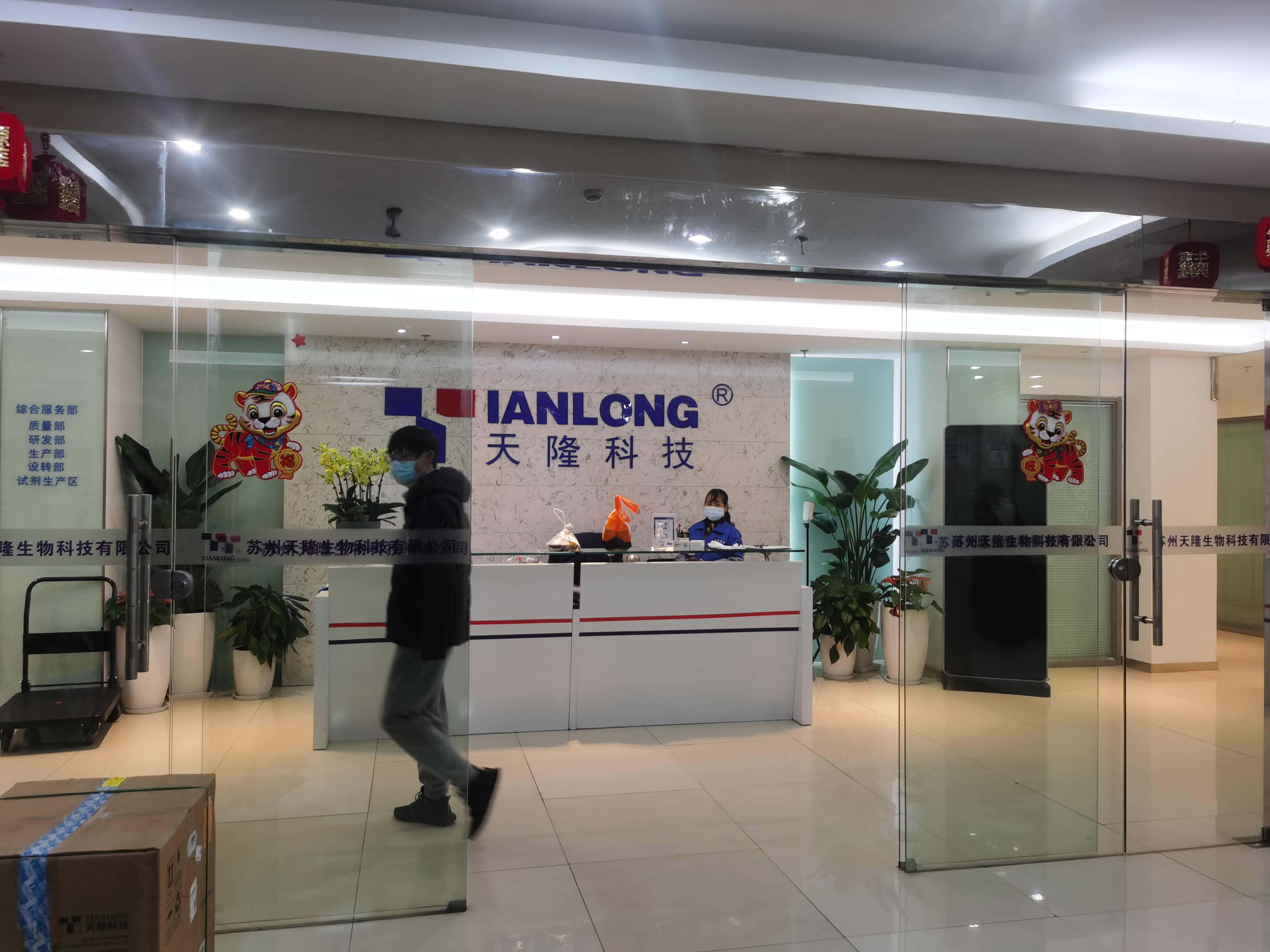
位于苏州工业园区苏州纳米城内的苏州天隆生物科技有限公司，为该公司控股子公司

截至2021年年报可行日期（2021年12月31日），科华生物共有如下控股子公司：
- 上海科华实验系统有限公司
  - 上海科华实验仪器发展有限公司
- 上海科华企业发展有限公司
  - 上海哲诚商务咨询有限公司
- 上海科华医疗设备有限公司83.33%
  - 科华明德(北京)科贸有限公司42.5%
  - 山东科华悦新医学科技有限公司42.5%
  - 河南科华医疗供应链管理有限公司42.5%
- 上海科尚医疗设备有限公司
  - 广东新优生物科技有限公司55%
  - 南宁优日科学仪器有限公司55%
  - 长沙康瑞生物科技有限公司55%
  - 广州市科华生物技术有限公司51%
  - 江西科榕生物科技有限公司51%
  - 南京源恒生物工程有限公司51.51%
  - 山东科华生物工程有限公司40%
  - 西安申科生物科技有限责任公司85%
  - 陕西科华体外诊断试剂有限责任公司51%
- 科华生物国际有限公司（香港）
  - Technogenetics S.P.A（意大利）80%
  - 奥特诊(青岛)生物有限公司80%
  - 深圳市奥特库贝科技有限公司
- 西安天隆科技有限公司62%
  - 西安天翱生物科技有限公司31.62%
  - 西安华伟科技有限公司58.9%
  - 无锡锐奇基因生物科技有限公司44.18%
- 苏州天隆生物科技有限公司62%

## 业务与产品
科华生物主营业务为体外诊断试剂、医疗检验仪器的研发、生产和销售，产品涉及分子诊断、生化诊断、免疫诊断三大领域，其中多项产品经欧盟CE认证，部分产品亦取得美国、韩国等国家的认证认可。其意大利子公司TGS自主拥有80余项CE认证产品；科华品牌产品已出口至中国境外三十多个国家和地区。该公司在中国内地的体外临床诊断行业中处于行业领先地位，拥有免疫诊断（包括化学发光免疫诊断和酶联免疫诊断）、分子诊断、临床生化、快速诊断（POCT）、原料研发等技术平台，具有原料和产品的综合研发能力。公司在研项目约有100多项，260项产品经中国国家药品监督管理局批准上市，拥有50余项发明专利。同时该公司设有上海市企业技术中心、上海市免疫诊断工程技术研究中心。科华生物是中国内地第一家将乙肝、丙肝、艾滋诊断试剂推向市场的企业，也是率先开发出SARS诊断试剂的企业。该公司在POCT胶体金检测领域有超过20年的研发生产经验，其中胶体金HIV产品更是第一家进入世界卫生组织采购目录的中国厂家。
在2020年2019冠状病毒病疫情爆发后，科华生物旗下的天隆公司凭借业务优势，拥有自动化核酸提取、基因扩增、荧光PCR、测序技术、ATP荧光检测等病毒检测技术平台，迅速占据了病毒检测市场。西安天隆也成为科华生物旗下最赚钱的控股子公司。2020年，西安天隆实现营业收入20.79亿元，同比增加五倍以上；净利润10.86亿元，同比增加12倍以上。
2022年5月，公司自主研发的新型冠状病毒抗原检测试剂盒经中国国家药监局批准上市，并于2022年6月6日列入世卫组织应急使用清单。
该公司在经营上实行“经销为主、直销为辅”的销售模式。在直销层面，也存在部分直销，主要包括大型血液制品厂、省级血液中心等终端客户。目前公司产品已覆盖中国内地30个省、市、自治区，12,000余家终端医院、500余家高行业壁垒的疾控中心和血液中心/血站及诸多生物医药企业和科研院所。

## 荣誉
该公司的成员企业已先后获得国家高新技术企业、国家知识产权试点企业、国家发改委生物医学工程高技术产业化示范企业等荣誉。2020年，科华生物旗下子公司天隆科技在“高通量多靶标核酸自动化定量检测关键技术及产业化应用”中获得国家科学技术进步二等奖。

## 事件

### 大股东违规买卖股票
2010年5月11日，科华生物公告称，公司实际控制人之一徐显德（前副董事长）因违规短线交易被罚。徐显德曾在4月29日至5月7日期间累计减持79.23万股，均价20.85元/股，套现金额达1652万元。随后徐显德又以21.26元/股买入1万股。因构成违规短线交易，其本次短线收益21430元被科华生物董事会收归公司所有。公司董事长秘书单莹称，徐显德抛售股票并没有违规，但在卖股时因操作有误，购买了1万股构成违规。

### 子公司拒不配合上市公司审计工作
2021年12月28日，科华生物披露《重大事项公告》，称公司控股子公司天隆公司董事、总经理李明表示“无法配合上市公司审计工作”，其主要理由为：1、上市公司所持天隆公司62%股权已被法院冻结；2、法院已裁定禁止上市公司行使其作为天隆公司控股股东的全部股东权利；3、向上市公司提供财务资料可能泄露商业秘密。这些迹象表明科华生物主动主导天隆公司的经营和财务活动存在困难，已出现形式上的“失控”情形。科华生物在公告中表示，天隆公司在《审计工作回复函》中提出的所谓“理由”缺乏事实和法律依据，表示强烈愤慨和谴责。该公司再次要求天隆公司严格执行公司《配合审计工作函》的要求，全面配合会计师的审计工作；要求天隆公司的董事、高级管理人员、财务部门相关责任人及相关方严格按照法律法规、上市公司子公司管理制度、天隆公司章程的规定履行职责和义务。
同日，深交所向科华生物发出关注函。科华生物随后向深交所回复称，根据西安市未央区人民法院于2021年7月9日作出的《民事裁定书》，裁定查封科华生物在天隆公司持有的62%的股权，期限为三年；并于2021年8月13日作出《民事裁定书》，裁定公司在与天隆公司少数股东间上海国际经济贸易仲裁委员会仲裁裁决书生效前，禁止行使所持西安天隆62%股权的全部股东权利。科华生物在2021年8月17日依法向未央法院提交书面《保全复议申请书》，认为未央法院裁定禁止本公司享有并行使股东权利、禁止本公司正常进行公司治理的保全措施属于超裁行为。上述民事裁定书的复议申请已被驳回。尽管存在民事裁定，但是除对西安天隆的高级管理人员进行变更受到法院裁定禁止外，天隆公司董事会仍对天隆公司的重大事项享有审批的权力。
科华生物与会计师此后曾多次向天隆公司联系配合审计工作，但未予配合，后于2022年4月26日分别向西安市未央区人民法院和苏州工业园区人民法院提起股东知情权之诉。其中，苏州工业园区人民法院已立案；西安市未央区人民法院仍处在立案审查阶段。
2022年4月30日，科华生物发布公告，因公司控股子公司天隆公司拒不配合审计工作，公司股票交易被深圳证券交易所实施退市风险警示和其他风险警示。公司于2022年5月5日停牌，5月6日复牌后即实施警示。另外科华生物董事会决定，天隆公司（包括其子公司）自2021年10月1日起暂不纳入公司合并报表。
2022年10月17日，西安市未央区人民法院作出《民事裁定书》，解除对公司在上海国际经济贸易仲裁委员会仲裁裁决书生效前，行使所持西安天隆62%股权的全部股东权利；解除对公司持有的西安天隆股权（占西安天隆全部股权的62%）、苏州天隆股权（占苏州天隆全部股权的62%）的查封。11月11日，科华生物决定对天隆公司恢复控制，并拟将天隆公司自2021年10月1日起恢复纳入合并报表范围。